# Pteromalus latipennatus
Pteromalus latipennatus är en stekelart som beskrevs av Statz 1938. Pteromalus latipennatus ingår i släktet Pteromalus och familjen puppglanssteklar.
Artens utbredningsområde är Tyskland. Inga underarter finns listade i Catalogue of Life.